# چهارطاق (باخرز)
چهارطاق (باخرز)، روستایی از توابع بخش بالاولایت شهرستان باخرز در استان خراسان رضوی ایران است.

## جمعیت
این روستا در دهستان بالاولایت قرار دارد و براساس سرشماری مرکز آمار ایران در سال ۱۳۸۵، جمعیت آن ۸۵۹نفر (۲۲۱خانوار) اعلام شده است.